# Bloemaardster
De bloemaardster (Geastrum floriforme) is een schimmel uit de familie Geastraceae. 

## Kenmerken
De bloemaardster is een kleine tot middelgrote, sterk hygroscopische aardster. Het bolletje is ongesteeld en heeft een gewimperde, niet begrensde mondzone. De zes tot elf slippen bedekken het bolletje in droge toestand geheel en zijn dun en niet zeer hard. De bovenzijde is eerst lichtbeige, later donkerder en ten slotte zwartachtig bruin en barst niet. De onderzijde heeft aanvankelijk vastgegroeide aarde, maar is spoedig kaal en dan vaak iets donkerder dan de bovenzijde. Ongeopende vruchtlichamen groeien ondergronds en zijn bolvormig tot afgeplat bolvormig, met vastgegroeide aarde en 6-8 mm breed.
De sporen meten 5,3-5,9 µm.

## Vergelijkbare soorten
De bloemaardster lijkt op:
- Tepelaardster (Geastrum corollinum) heeft een begrensde mondzone en kleinere sporen (sporenmaten vormen het meest betrouwbare verschil).
- Weerhuisje (Astraeus hygrometricus) heeft een wollig-vezelig bolletje met een onregelmatige opening zonder mondzone en veel grotere sporen en dikkere en stuggere slippen

## Standplaats
Hij groeit op (matig) voedselrijke, al dan niet kalkhoudende zand-, maar ook wel klei- en lemige bodems, vaak op iets stikstofrijke plaatsen. De soort heeft een voorkeur voor droge en warme standplaatsen.
In Nederland wordt de bloemaardster vooral gevonden in bos en struweel, maar in het buitenland komt de soort vaak op onbeboste plaatsen voor zoals verlaten akkers en zonnige bergweiden.

## Verspreiding
In Europa heeft de bloemaardster vooral een continentale en zuidelijke verspreiding. De noordgrens van het verspreidingsgebied ligt ongeveer bij de 64e breedtegraad (Midden-Scandinavië), noordelijker dus dan bij de Tepelaardster (G. corollinum).
In Nederland komt de bloemaardster vrij zeldzaam voor. Hij komt vrij regelmatig verspreid voor over het land. Hij staat op de rode lijst en de categorie 'gevoelig'.